# سردارپور نون
سردارپور نون (به انگلیسی: Sardar Pur Noon) یک منطقهٔ مسکونی در پاکستان است که در پنجاب واقع شده‌است.